# Crescenzo Del Monte
Crescenzo Del Monte (Roma, 2 maggio 1868 – Roma, 27 luglio 1935) è stato un poeta italiano, di origine ebraica, è considerato il massimo autore in dialetto giudaico-romanesco.

## Biografia
Detto il "Gioachino Belli" della Roma ebraica, nacque a Roma nel 1868 in una casa del ghetto. Scrisse sonetti in giudaico-romanesco nei quali rappresentò, con affettuosa e pungente ironia, gli ebrei romani nel momento di passaggio dal ghetto all'emancipazione, ovvero alla conquista dei diritti civili e politici dopo la presa di Roma del 1870 e la sua annessione al Regno d'Italia. In altri sonetti descrisse i tempi passati con tutte le vessazioni a cui gli ebrei erano sottoposti, tra cui l'agitazione che c'era nel ghetto durante la giornata dell'udienza che il papa ("Apifior" in dialetto giudaico romano) concedeva ai capi della comunità ebraica.  In un altro sonetto ricordò il dolore di una madre, alla quale era stato portato via il figlio per essere forzatamente convertito al cristianesimo.

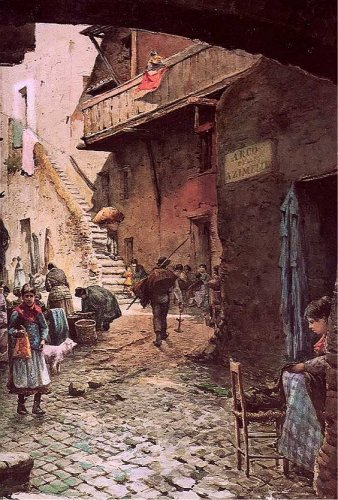
Vecchio ghetto: Arco delle Azimelle (1880 circa)

I suoi sonetti furono pubblicati in varie edizioni a partire dal 1908. 
Fu anche autore di sonetti in romanesco, che egli chiamava romanesco comune, per distinguerlo dal giudaico-romanesco. Il suo bilinguismo gli permise infatti di spaziare con successo sui fronti di entrambi i vernacoli di Roma. Collaborò, inoltre, scrivendo un'appendice per le vicende successive al 1870, a una Storia degli ebrei di Roma di Giacomo Blustein. Fu il primo studioso ad occuparsi del linguaggio giudaico-romanesco, in cui tradusse  alcuni testi medievali, cinquecenteschi e opere di Dante e Boccaccio.
Fiero della sua "italianità", vivendo nella giovinezza il periodo in cui gli ebrei italiani (i romani per ultimi) acquisirono i diritti civili e politici, si entusiasmò di fervore patriottico negli anni della prima guerra mondiale e vide con una certa simpatia, non scevra di qualche perplessità, l'affermarsi del fascismo. La morte nel 1935, poco prima dell'emanazione delle leggi razziali (1938) gli risparmiò l'infamia delle persecuzioni antiebraiche e il rastrellamento del ghetto romano.

## Opere
- Sonetti giudaico-romaneschi, Roma, Tip. Fornari, 1908.
- Nuovi sonetti giudaico-romaneschi. Con note esplicative ed alcune osservazioni preliminari sulle peculiarità e sulla presumibile derivazione del dialetto romano giudaico, Roma, P. Cremonese, 1932.
- Sonetti postumi giudaico-romaneschi e romaneschi, prefazione di Benvenuto Terracini, Roma, Israel, 1955.
- Sonetti giudaico-romaneschi, sonetti romaneschi, prove e versioni, edizione integrale a cura di Micaela Procaccia e Marcello Teodonio, La Giuntina, 2007. ISBN 9788880572787.